# 9ª edizione della Tachiaoi Cup
La 9ª edizione della Tachiaoi Cup, competizione goistica riservata alle professioniste giapponesi, si è disputata tra aprile e giugno 2022: Asami Ueno sconfitto 2-1 in finale la detentrice del titolo Rina Fujisawa, conquistando per la prima volta la Tachiaoi.
Il torneo è organizzato dalla Nihon Ki-in con il sostegno del Mainichi Shinbun e la sponsorizzazione della fondazione Onchikai.

## Torneo per la determinazione della sfidante
Il torneo per la determinazione della sfidante si disputa tra otto goiste:
- Ueno Asami Kisei femminile
- Suzuki Ayumi 7d
- Okuda Aya 4d
- Nyu Eiko 4d
- Tatsumi Akane 3d
- Kato Chie 2d
- Kibe Natsuki 2d
- Takao Mari 1d

Il torneo è a eliminazione diretta con partite singole.
|  | Primo turno 28 aprile      | Primo turno 28 aprile      | Primo turno 28 aprile      |                            |                            | Semifinali 21 maggio       | Semifinali 21 maggio | Semifinali 21 maggio |  |  | Finale 22 maggio | Finale 22 maggio | Finale 22 maggio |  |
|  |                            |                            |                            |                            |                            |                            |                      |                      |  |  |                  |                  |                  |  |
|  | Kato Chie 2d               |                            |                            |                            |                            |                            |                      |                      |  |  |                  |                  |                  |  |
|  |                            |                            |                            |                            |                            |                            |                      |                      |  |  |                  |                  |                  |  |
|  | Kibe Natsuki 2d            | Kibe Natsuki 2d            | B+6,5                      |                            |                            |                            |                      |                      |  |  |                  |                  |                  |  |
|  | Kibe Natsuki 2d            | Kibe Natsuki 2d            | B+6,5                      | Kibe Natsuki 2d            |                            |                            |                      |                      |  |  |                  |                  |                  |  |
|  |                            |                            |                            |                            |                            |                            |                      |                      |  |  |                  |                  |                  |  |
|  |                            |                            | Ueno Asami Kisei femminile | Ueno Asami Kisei femminile | N+R                        |                            |                      |                      |  |  |                  |                  |                  |  |
|  | Takao Mari 1d              |                            | Ueno Asami Kisei femminile | Ueno Asami Kisei femminile | N+R                        |                            |                      |                      |  |  |                  |                  |                  |  |
|  |                            |                            |                            |                            |                            |                            |                      |                      |  |  |                  |                  |                  |  |
|  | Ueno Asami Kisei femminile | Ueno Asami Kisei femminile | N+R                        |                            |                            |                            |                      |                      |  |  |                  |                  |                  |  |
|  | Ueno Asami Kisei femminile | Ueno Asami Kisei femminile | N+R                        |                            | Ueno Asami Kisei femminile | Ueno Asami Kisei femminile | N+R                  |                      |  |  |                  |                  |                  |  |
|  |                            |                            |                            |                            |                            |                            |                      |                      |  |  |                  |                  |                  |  |
|  |                            |                            | Okuda Aya 4d               |                            |                            |                            |                      |                      |  |  |                  |                  |                  |  |
|  | Tatsumi Akane 3d           |                            |                            |                            |                            |                            |                      |                      |  |  |                  |                  |                  |  |
|  |                            |                            |                            |                            |                            |                            |                      |                      |  |  |                  |                  |                  |  |
|  | Suzuki Ayumi 7d            | Suzuki Ayumi 7d            | B+R                        |                            |                            |                            |                      |                      |  |  |                  |                  |                  |  |
|  | Suzuki Ayumi 7d            | Suzuki Ayumi 7d            | B+R                        | Suzuki Ayumi 7d            |                            |                            |                      |                      |  |  |                  |                  |                  |  |
|  |                            |                            |                            |                            |                            |                            |                      |                      |  |  |                  |                  |                  |  |
|  |                            |                            | Okuda Aya 4d               | Okuda Aya 4d               | B+R                        |                            |                      |                      |  |  |                  |                  |                  |  |
|  | Nyu Eiko 4d                |                            | Okuda Aya 4d               | Okuda Aya 4d               | B+R                        |                            |                      |                      |  |  |                  |                  |                  |  |
|  |                            |                            |                            |                            |                            |                            |                      |                      |  |  |                  |                  |                  |  |
|  | Okuda Aya 4d               | Okuda Aya 4d               | N+R                        |                            |                            |                            |                      |                      |  |  |                  |                  |                  |  |

Con la sua vittoria su Okuda Aya 4d, Ueno Asami Kisei femminile ha ottenuto il diritto di sfidare Fujisawa Rina Tachiaoi.

## Finale
La sfida per il titolo ha visto la vincitrice del torneo di qualificazione, Ueno Asami, affrontare la detentrice del titolo Fujisawa Rina al meglio dei tre incontri; si tratta della terza finale della Tachiaoi disputata da queste due goiste, la seconda consecutiva: Fujisawa ha vinto le prime due (2019 e 2021).
| Giocatrice             | Partita 1 18 giugno Aizuwakamatsu, Fukushima | Partita 2 20 giugno Aizuwakamatsu, Fukushima | Partita 2 24 giugno Chiyoda, Tokyo | Totale |
| ---------------------- | -------------------------------------------- | -------------------------------------------- | ---------------------------------- | ------ |
| Fujisawa Rina Tachiaoi |                                              | B+R                                          |                                    | 1      |
| Asami Ueno Kisei f.    | B+R                                          |                                              | B+R                                | 2      |

Le tre partite sono terminate tutte e tre con la vittoria del Bianco per resa; Ueno Asami conquista la prima vittoria nella Tachiaoi, strappando il titolo a Fujisawa dopo cinque vittorie consecutive.